# Bryx veleronis
Bryx veleronis är en fiskart som beskrevs av Earl Stannard Herald 1940. Bryx veleronis ingår i släktet Bryx och familjen kantnålsfiskar. IUCN kategoriserar arten globalt som otillräckligt studerad. Inga underarter finns listade.